# Electric Sea
Albums de Buckethead
Look Up There
(2011) Balloon Cement
(2012)
Electric Sea est le 35e album de Buckethead, sorti le 21 février 2012. Il s'agit d'une suite directe à l'album Electric Tears paru le 8 octobre 2002.

## Liste des titres
Toutes les chansons sont écrites et composées par Buckethead, sauf lorsqu'indiqué.
| 1.    | Electric Sea                       | 6:26 |
| 2.    | Beyond the Knowing                 | 3:54 |
| 3.    | Swomee Swan                        | 4:43 |
| 4.    | Point Doom                         | 5:15 |
| 5.    | El Indio                           | 7:20 |
| 6.    | La Wally (Alfredo Catalani)        | 3:46 |
| 7.    | La Gavotte (Johann Sebastian Bach) | 2:53 |
| 8.    | Bachethead (Johann Sebastian Bach) | 2:05 |
| 9.    | Yokohama                           | 2:52 |
| 10.   | Gateless Gate                      | 1:58 |
| 11.   | The Homing Beacon                  | 6:53 |
| 48:05 |                                    |      |

## Remarques
- La piste #2, « Beyond the Knowing », est une version instrumentale précédemment paru sous le titre «What Kind of Nation» de l'album Intelligence Failure, une collaboration avec Viggo Mortensen.
- La piste #6, « La Wally », fut composée par Alfredo Catalani.
- Les pistes #7 et #8, « La Gavotte » et « Bachethead », furent composées par Johann Sebastian Bach.
- La piste #11, «The Homing Beacon», fut exclusivement publiée sur le site officiel[2]de Buckethead en 2009 en tant que single. C'est un hommage à Michael Jackson à la suite de l'annonce de sa mort.